# Nunthorpe Stakes
Groupe 1
Les Nunthorpe Stakes est une course hippique de plat se déroulant au mois d'août sur l'Hippodrome de York en Angleterre.

## Caractéristiques et histoire
C'est une course de groupe 1 réservée aux chevaux de 2 ans et plus, courue sur environ 1 000 mètres (5 furlongs), pour une allocation s'élevant à 500 000 £. Elle portait le nom de "William Hill Sprint Championship" de 1976 à 1989.
Créées en 1922, les Nunthorpe Stakes se disputent durant les quatre jours du meeting de l'Ebor Festival de York, dont la première édition a eu lieu en 1843, et qui comporte trois autres groupe 1 (les International Stakes, les Yorkshire Oaks et les City of York Stakes), ainsi que le plus gros handicap d'Europe, le Ebor Handicap.

## Palmarès depuis 1987
| Année | Vainqueur          | S/A | Pays        | Père               | Jockey             | Entraîneur        | Propriétaire                   | Temps     |
| ----- | ------------------ | --- | ----------- | ------------------ | ------------------ | ----------------- | ------------------------------ | --------- |
| 2024  | Bradsell           | M.4 | Royaume-Uni | Tasleet            | Hollie Doyle       | Archie Watson     | Victorious Racing              | 0'57"34   |
| 2023  | Live in The Dream  | H.4 | Royaume-Uni | Prince of Lir      | Sean Kirrane       | Adam West         | Steve & Jolene de Lemos        | 0'56"87   |
| 2022  | Highfield Princess | F.5 | Royaume-Uni | NIght of Thunder   | Jason Hart         | John Quinn        | Trainers House Enterprises Ltd | 0'57"18   |
| 2021  | Winter Power       | F.3 | Royaume-Uni | Bungle Inthejungle | Silvestre de Sousa | Tim Easterby      | King Power Racing              | 0'56"72   |
| 2020  | Battaash           | H.6 | Royaume-Uni | Dark Angel         | Jim Crowley        | Charles Hills     | Hamdan Al Maktoum              | 0'57"38   |
| 2019  | Battaash           | H.5 | Royaume-Uni | Dark Angel         | Jim Crowley        | Charles Hills     | Hamdan Al Maktoum              | 0'55"90   |
| 2018  | Alpha Delphini     | H.7 | Royaume-Uni | Captain Gerrard    | Graham Lee         | Bryan Smart       | The Alpha Delphini Partners    | 0'57"18   |
| 2017  | Marsha             | F.4 | Royaume-Uni | Acclamation        | Luke Morris        | Mark Prescott     | Elite Racing Club              | 0'57"97   |
| 2016  | Mecca's Angel      | F.5 | Royaume-Uni | Dark Angel         | Paul Mulrennan     | Michael Dods      | David T.J. Metcalfe            | 0'56"24   |
| 2015  | Mecca's Angel      | F.4 | Royaume-Uni | Dark Angel         | Paul Mulrennan     | Michael Dods      | David T.J. Metcalfe            | 0'57"24   |
| 2014  | Sole Power         | H.7 | Royaume-Uni | Kyllachy           | Richard Hughes     | Edward Lynam      | Mrs. S.Power                   | 0'57"92   |
| 2013  | Jwala              | F.4 | Royaume-Uni | Oasis Dream        | Steve Drowne       | Robert Cowell     | Manor Farm Stud & Mlle Hoare   | 0'57"34   |
| 2012  | Ortensia           | H.3 | Australie   | Testa Rossa        | William Buick      | Paul Messara      | A.D.Fraser & E.J.Ridley        | 0'57"62   |
| 2011  | Margot Did         | F.3 | Royaume-Uni | Exceed And Excel   | Hayley Turner      | Michael Bell      | Redman & Philipps              | 0'58"66   |
| 2010  | Sole Power         | H.3 | Royaume-Uni | Kyllachy           | Wayne Lordan       | Edward Lynam      | Mrs. S.Power                   | 0'57"14   |
| 2009  | Borderlescott      | H.7 | Royaume-Uni | Compton Place      | Neil Callan        | Robin Bastiman    | J.Edgar & W.Donaldson          | 0'57"50   |
| 2008* | Borderlescott      | H.6 | Royaume-Uni | Compton Place      | Pat Cosgrave       | Robin Bastiman    | J.Edgar & W.Donaldson          | 0'56"09   |
| 2007  | Kingsgate Native   | M.2 | Royaume-Uni | Mujadil            | Jimmy Quinn        | John Best         | John Mayne                     | 0'58"14   |
| 2006  | Reverence          | M.4 | Royaume-Uni | Mark of Esteem     | Kevin Darley       | Eric Alston       | Gary Middlebrook               | 1'00"68   |
| 2005  | La Cucaracha       | F.5 | Royaume-Uni | Piccolo            | Michael Hills      | Barry Hills       | Guy Reed                       | 0'56"82   |
| 2004  | Bahamian Pirate    | H.9 | Royaume-Uni | Housebuster        | Seb Sanders        | David Nicholls    | Lucayan Stud                   | 0'59"89   |
| 2003  | Oasis Dream        | M.3 | Royaume-Uni | Green Desert       | Richard Hughes     | John Gosden       | Khalid Abdullah                | 0'56"20   |
| 2002  | Kyllachy           | M.4 | Royaume-Uni | Pivotal            | Jamie Spencer      | Henry Candy       | Cheveley Park Stud             | 0'58"10   |
| 2001  | Mozart             | M.3 | Irlande     | Danehill           | Michael Kinane     | Aidan O'Brien     | Michael Tabor & Sue Magnier    | 0'57"27   |
| 2000  | Nuclear Debate     | H.5 | France      | Geiger Counter     | Gérald Mossé       | John E. Hammond   | Bob Chester                    | 0'57"83   |
| 1999  | Stravinsky         | M.3 | Irlande     | Nureyev            | Michael Kinane     | Aidan O'Brien     | Michael Tabor & Sue Magnier    | 0'59"33   |
| 1998  | Lochangel          | F.4 | Royaume-Uni | Night Shift        | Frankie Dettori    | Ian Balding       | Jeff Smith                     | 0'56"83   |
| 1997  | Coastal Bluff      | H.5 | Royaume-Uni | Standaan           | Kevin Darley       | David Barron      | Contrac Promotions Ltd         | 0'59"58   |
| 1997  | Ya Malak           | H.6 | Royaume-Uni | Fairy King         | Alex Greaves       | David Nicholls    | Mrs D. E. Sharp                | Dead heat |
| 1996  | Pivotal            | M.3 | Royaume-Uni | Polar Falcon       | George Duffield    | Sir Mark Prescott | Cheveley Park Stud             | 0'56"53   |
| 1995  | So Factual         | H.5 | Royaume-Uni | Known Fact         | Frankie Dettori    | Saeed bin Suroor  | Godolphin                      | 0'57"47   |
| 1994  | Piccolo            | M.3 | Royaume-Uni | Warning            | John A. Reid       | Mick Channon      | John Mitchell & Partners       | 0'57"61   |
| 1993  | Lochsong           | F.5 | Royaume-Uni | Song               | Frankie Dettori    | Ian Balding       | Jeff Smith                     | 0'58"12   |
| 1992  | Lyric Fantasy      | F.2 | Royaume-Uni | Tate Gallery       | Michael Roberts    | Richard Hannon    | Comte de Carnarvon             | 0'57"39   |
| 1991  | Sheikh Albadou     | H.3 | Royaume-Uni | Green Desert       | Pat Eddery         | Alex Scott        | Hilal Salem                    | 0'58"21   |
| 1990  | Dayjur             | M.3 | Royaume-Uni | Danzig             | Willie Carson      | Dick Hern         | Hamdan Al Maktoum              | 0'56"16   |
| 1989  | Cadeaux Genereux   | M.4 | Royaume-Uni | Young Generation   | Pat Eddery         | Alex Scott        | Maktoum Al Maktoum             | 0'57"67   |
| 1988  | Handsome Sailor    | H.5 | Royaume-Uni | Some Hand          | Michael Hills      | Barry Hills       | Robert Sangster                | 0'58"73   |
| 1987  | Ajdal              | M.3 | Royaume-Uni | Northern Dancer    | Walter Swinburn    | Michael Stoute    | Cheikh Al Maktoum              | 0'58"48   |

## Précédents vainqueurs
- 1922 - Two Step
- 1923 - Golden Boss
- 1924 - Mumtaz Mahal
- 1925 - Diomedes
- 1926 - Highborn II
- 1927 - Highborn II
- 1928 - Tag End
- 1929 - Tag End
- 1930 - Tag End
- 1931 - Portlaw
- 1932 - Greenore
- 1933 - Concerto
- 1934 - Gold Bridge
- 1935 - Shalfleet
- 1936 - Bellacose
- 1937 - Ipsden
- 1938 - Mickey the Greek
- 1939 - Portobello
- 1940-41 - pas de courses
- 1942 - Linklater
- 1943 - Linklater
- 1944 - Sugar Palm
- 1945 - Golden Cloud
- 1946 - The Bug
- 1947 - Como
- 1948 - Careless Nora
- 1949 - Abernant
- 1950 - Abernant
- 1951 - Royal Serenade
- 1952 - Royal Serenade
- 1953 - High Treason
- 1954 - My Beau
- 1955 - Royal Palm
- 1956 - Ennis
- 1957 - Gratitude
- 1958 - Right Boy
- 1959 - Right Boy
- 1960 - Bleep-Bleep
- 1961 - Floribunda
- 1962 - Gay Mairi
- 1963 - Matatina
- 1964 - Althrey Don
- 1965 - Polyfoto
- 1966 - Caterina
- 1967 - Forlorn River
- 1968 - So Blessed
- 1969 - Tower Walk
- 1970 - Huntercombe
- 1971 - Swing Easy
- 1972 - Deep Diver
- 1973 - Sandford Lad
- 1974 - Blue Cashmere
- 1975 - Bay Express
- 1976 - Lochnager
- 1977 - Haveroid
- 1978 - Solinus
- 1979 - Ahonoora
- 1980 - Sharpo
- 1981 - Sharpo
- 1982 - Sharpo
- 1983 - Habibti
- 1984 - Committed
- 1985 - Never So Bold
- 1986 - Last Tycoon